# پاس گل (فیلم)
پاس گل (انگلیسی: Soccer Killer) یک فیلم است که در سال ۲۰۱۵ منتشر شد.